# Маріка (птах)
Ма́ріка (Cinnyris) — рід горобцеподібних птахів родини нектаркових (Nectariniidae). Представники цього роду мешкають в Африці, Азії і Австралазії.

## Опис
Маріки — дрібні птахи, довжина яких становить 9–19 см, а вага — 4–24 г. Виду притаманний статевий диморфізм: самці є дещо більшими і важчими за самиць. Маріки мають яскраве, блискуче, різнокольорове забарвлення. Вони живляться переважно нектаром, а також комахами (особливо пташенята). Вони мають короткі крила, їх політ є швидким і прямим.

## Види
Рід налічує 56 видів:
- Маріка смарагдова (Cinnyris chloropygius)
- Маріка-крихітка (Cinnyris minullus)
- Маріка міомбова (Cinnyris manoensis)
- Маріка західна (Cinnyris gertrudis)[9]
- Маріка південна (Cinnyris chalybeus)
- Маріка мозамбіцька (Cinnyris neergaardi)
- Маріка гірська (Cinnyris stuhlmanni)
- Маріка зеленогорла (Cinnyris whytei)[10][11]
- Маріка марунгійська (Cinnyris prigoginei)
- Маріка двосмуга (Cinnyris ludovicensis)
- Маріка північна (Cinnyris reichenowi)
- Маріка червоногруда (Cinnyris afer)
- Маріка королівська (Cinnyris regius)
- Маріка багряногруда (Cinnyris rockefelleri)
- Маріка синьогуза (Cinnyris mediocris)
- Маріка узамбарська (Cinnyris usambaricus)[12][13][14]
- Маріка східна (Cinnyris fuelleborni)[15][13][14]
- Маріка удзунавійська (Cinnyris moreaui)
- Маріка-ельф (Cinnyris pulchellus)
- Маріка улугуруйська (Cinnyris loveridgei)
- Маріка чорнокрила (Cinnyris mariquensis)
- Маріка танзанійська (Cinnyris shelleyi)
- Маріка мікумійська (Cinnyris hofmanni)[16]
- Маріка конголезька (Cinnyris congensis)
- Маріка суданська (Cinnyris erythrocercus)
- Маріка чорночерева (Cinnyris nectarinioides)
- Маріка пурпуровосмуга (Cinnyris bifasciatus)
- Маріка кенійська (Cinnyris tsavoensis)
- Маріка фіолетововола (Cinnyris chalcomelas)
- Маріка острівна (Cinnyris pembae)
- Маріка райдужна (Cinnyris bouvieri)
- Маріка палестинська (Cinnyris osea)
- Маріка блискотлива (Cinnyris habessinicus)
- Маріка сенегальська (Cinnyris coccinigaster)
- Маріка лісова (Cinnyris johannae)
- Маріка-білозір (Cinnyris superbus)
- Маріка рудокрила (Cinnyris rufipennis)
- Маріка ангольська (Cinnyris oustaleti)
- Маріка білочерева (Cinnyris talatala)
- Маріка різнобарвна (Cinnyris venustus)
- Маріка брунатна (Cinnyris fuscus)
- Маріка фернандеська (Cinnyris ursulae)
- Маріка бліда (Cinnyris batesi)
- Маріка міднобарвна (Cinnyris cupreus)
- Маріка пурпурова (Cinnyris asiaticus)
- Маріка жовточерева (Cinnyris jugularis)
- Маріка сумбейська (Cinnyris buettikoferi)
- Маріка помаранчевогруда (Cinnyris solaris)
- Маріка мадагаскарська (Cinnyris sovimanga)
- Маріка малабарська (Cinnyris abbotti)[17]
- Маріка сейшельська (Cinnyris dussumieri)
- Маріка зелена (Cinnyris notatus)
- Маріка зеленолоба (Cinnyris humbloti)
- Маріка андзуанська (Cinnyris comorensis)
- Маріка майотова (Cinnyris coquerellii)
- Маріка довгодзьоба (Cinnyris lotenius)

Результати молекулярно-генетичних досліджень показують, що рід Cinnyris є поліфілітичним. Таксономічне положення багатьох видів, яких включають до цього роду, є невизначеним.

## Етимологія
Наукова назва роду Cinnyris походить від слова дав.-гр. κιννυρις — дрібна, неідентифікована пташка, яку згадував Ісихій Александрійський.